# 古斯塔夫·拉松

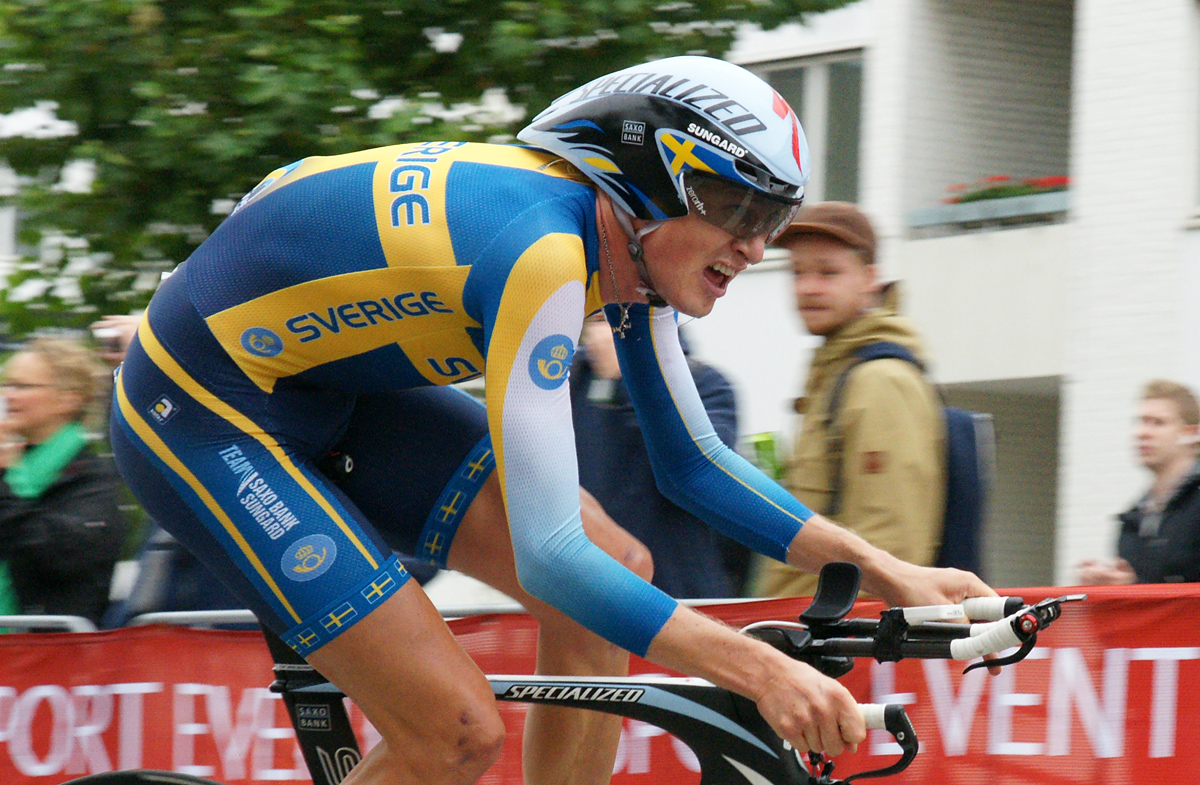
古斯塔夫·拉松 (Gustav Erik Larsson)

古斯塔夫·埃里克·拉松（1980年9月20日—）生于克鲁努贝里省韦克舍市，是一名瑞典男子自行车运动员。他曾在2008年夏季奥林匹克运动会中获得男子公路计时赛银牌。